# Tagged Image File Format
Tagged Image File Format eller TIFF er et (computer)-billedformat til at udveksle grafiske data via telefon- og senere internettet. Det er sikkert det mest fleksible pixel-baserede format, som genkendes af stort set alle applikationer – herunder mange gratis programmer. Formatet understøtter både bitmap, gråtoner, RGB og CMYK-farver, og kan indeholde vektorgrafik i form af fritlægningskurver samt transparente områder i form af alfakanaler. TIFF-formatet et oprindeligt udviklet til at sende telefaxer.
| Lyd og billede | Spire Denne artikel om billed- og lydteknologi er en spire som bør udbygges. Du er velkommen til at hjælpe Wikipedia ved at udvide den. |